# Primer ministro de los Emiratos Árabes Unidos
El primer ministro de los Emiratos Árabes Unidos es el jefe de Gobierno y vicepresidente de la referida nación. Hasta el momento, todos los que ocupado el cargo de primer ministro de ese país (con la excepción de Maktum bin Rashid Al Maktum) han fungido como vicepresidente de dicha nación árabe. Mientras que no es requerido por la Constitución de los Emiratos Árabes Unidos, históricamente, el gobernante o el gobernante adjunto del emirato de Dubái ha servido como el primer ministro. El actual ocupante del referido cargo es Mohammed bin Rashid Al Maktoum, que fue nombrado primer ministro el 5 de enero de 2006 y asumió el cargo formalmente el 11 de febrero del mismo año, después de que su hermano mayor Maktoum bin Rashid al-Maktoum falleciera en una visita a Australia.
Adicionalmente el Primer ministro de los E.A.U. es la figura que preside el Consejo de Ministros, que se reúne una vez a la semana en la capital de la nación, Abu Dabi.

## Primeros Ministros
En los Emiratos Árabes Unidos desde los primeros días de proclamada la independencia hasta el presente han ocupado el cargo de Primer ministro tres personalidades en cuatro períodos, siendo Maktum bin Rashid Al Maktum, Primer ministro en dos ocasiones:
- 1. Maktum bin Rashid Al Maktum, Primera vez: 9 de diciembre de 1971 - 25 de abril de 1979.

- 2. Rashid bin Said Al Maktum: 25 de abril de 1979 - 7 de octubre de 1990.

- 3. Maktum bin Rashid Al Maktum, Segunda vez: 7 de octubre de 1990 - 4 de enero de 2006.

- 4. Mohamed bin Rashid Al Maktum: 5 de enero de 2006 - En el cargo.

## Dinastía Al Maktum
Emires de Dubái
1. Maktum I bin Buti Al Maktum (1833-1852)
2. Said I bin Buti Al Maktum (1852-1859)
3. Hushur bin Maktum Al Maktum (1859-1886)
4. Rashid I bin Maktum Al Maktum (1886-1894)
5. Maktum II bin Hushur Al Maktum (1894-1906)
6. Buti bin Suhail bin Maktum Al Maktum (1906-1912)
7. Said II bin Maktum Al Maktum (1912-1929): primera vez.
8. Mani bin Rashid bin Maktum Al Maktum (1929)
9. Said II bin Maktum Al Maktum (1929-1958): segunda vez.
10. Rashid II bin Saeed Al Maktoum (1958-1990): 2.º primer ministro de los Emiratos Árabes Unidos.
11. Maktum III bin Rashid Al Maktum (1990-2006): 1.º primer ministro de los Emiratos Árabes Unidos y Presidente (interino) de la federación.
12. Mohamed bin Rashid Al Maktum (2006-Act.): 3.º primer ministro de los Emiratos Árabes Unidos.